# Clase Ming
El submarino Tipo 035 (en chino: 035 型) de la Armada del Ejército Popular de Liberación recibe el código OTAN Clase Ming. Se basa en la clase soviética Romeo, que se remonta al submarino alemán tipo XXI.
El desarrollo del submarino tipo 033, se realizó en China en la década de 1970 por el Instituto de Diseño de naves de Wuhan(701) en Hubei. El submarino Tipo 035 modificó el proyecto 613 reemplazando el motor diésel-eléctrico por uno modificado, un casco de resistencia reducida, una velocidad de navegación submarina más rápida y un sonar H / SQZ-262. Mejorar el sistema de navegación y de comunicación. La característica más llamativa es el cambio en la forma del casco. Al menos 21 naves del tipo 035 se han construido en China.

## Historia

### Planificación y construcción
Entre 1971 y 2004, se construyeron 21 barcos clase Ming en varios diseños en cuatro astilleros chinos. Entre 1979 y 1987, el programa de construcción se detuvo temporalmente y no se completó ningún barco. Después de haberse construido sólo dos unidades, el primer barco de la clase, con el número de casco 341, se destruyó por un incendio en 1979. Una posible revisión de los planos después de este suceso podría explicar el retraso en el programa de construcción.

### Equipo técnico
El armamento principal de la clase consiste en torpedos de 533 mm , que se pueden disparar sobre seis tubos de torpedo en pro y dos de popa .
Aunque en gran parte se retiraron de la Armada China debido al enorme ruido y su edad, 2007 todavía eran barcos de la clase al servicio de la Armada. Algunos de estos barcos ya tienen un revestimiento que absorbe el sonido y un sonar de antena lateral (FAS).
Sin embargo, se cree que los primeros barcos de clase Ming tienen los más antiguos sistemas de sonar de clase Romeo utilizados por la Unión Soviética. Estos incluyen un activo Feniks-M sonar y un sistema para la focalización y el seguimiento de tipo Artika. Para la búsqueda en la superficie del agua, se disponía de un radar simple con un alcance efectivo de aproximadamente 10 millas náuticas .

## Variantes
Existen al menos cuatro modelos mejorados, a saber, ES5C, ES5D, ES5E y ES5F. El último modelo mejorado, el ES5F, también conocido como el 035G, se reajusta con el sonar H / SQ2-262C, que mejora el sistema de armas de torpedo y se coloca un recubrimiento amortiguador acústico en la superficie del casco. En la actualidad, el Marina China está equipado con 17 submarinos tipo 035, dos de los cuales pueden haber sido reacondicionados con un sistema de propulsión independiente del aire (AIP)
- Tipo 035: dos naves construidas en la década de 1970, los diseñadores de Wei Xumin planearon cambiar el sistema de propulsión y algunas apariencias de la clase Romeo.[8][9]
- Tipo 035A: Versión mejorada con una velocidad de 18 nudos, construida en los años 80.[8][9]
- Tipo ES5C: Versión de exportación mejorando la compatibilidad con torpedos.[8][9]
  - Tipo ES5D: Versión de exportación de armas mejora la compatibilidad de los misiles antiaéreos.[8][9]
- Tipo 035G: Capacidad de guerra submarina muy mejorada, equipada con el sonar francés autoreforzante DUUX-5 . Después de servir en 1999, se modificaron al menos dos con sistemas AIP.[8][9]
  - Tipo ES5E: versión de exportación de armas 035G, compatibilidad mejorada con torpedos.[8][9]
  - Tipo ES5F: versión de exportación de armas 035G, equipada con más equipos domésticos para fortalecer el sonar.[8][9]
- Tipo 035ET: Se desconoce el número de buques de prueba para la modificación del sonar italiano.[8][9]
- Tipo 035B: En 2003, se convirtió en un militar. La apariencia obviamente se cambió a un tipo similar de submarino Tipo 039, capaz de lanzar nuevos misiles de crucero y misiles antibuques.[8][9]

## Accidentes
El 16 de abril de 2003, el submarino chino 361 de la Flota del Norte de la Armada del Ejército Popular de Liberación realizó un esnórquel en el Mar de Bohai. Debido a que la válvula de oxígeno de la tubería de ventilación no se abrió correctamente cuando se cambió el modo de snorkel, el oxígeno del submarino fue todo para los motores diésel en 30 segundos. Asfixiados, los 70 tripulantes a bordo murieron.

### Buques similares
- Clase Daphné
- Clase Oberon
- Tipo 205
- Clase Romeo

## Enlaces
1. ↑  «现代潜艇需要装备哪些声纳——下篇». Archivado desde el original el 6 de marzo de 2016. Consultado el 9 de julio de 2019.
2. ↑  «Copia archivada». Archivado desde el original el 16 de agosto de 2018. Consultado el 9 de julio de 2019.
3. ↑  Bates Gill, Kim Taeho: China's arms acquisitions from abroad: a quest for "superb and secret weapons". Oxford University Press, 1996, ISBN 0198291965, S. 66.
4. ↑  http://www.afcea.org/signal/articles/templates/SIGNAL_Article_Template.asp?articleid=93&zoneid=22 James C. Bussert: Chinese Submarines Pose a Double-Edged Challenge. In: Afcea, Signal Magazine, Dezember 2003
5. ↑  David Miller: Illustrated Directory of Submarines. Motorbooks, ISBN 0760313458, S. 242.
6. ↑  Andrew S. Erickson, Lyle J. Goldstein, William S. Murray: China's future nuclear submarine force. US Naval Institute Press, 2007, ISBN 1591143268, S. 60.
7. ↑  Norman Friedman: The Naval Institute guide to world naval weapons systems 1997/1998. US Naval Institute Press, ISBN 1557502684, S. 330, 604.
8. 1 2 3 4 5 6 7 8 9  «Type 035 derivatives». Sina Blog. Archivado desde el original el 14 de octubre de 2017. Consultado el 4 de enero de 2022.
9. 1 2 3 4 5 6 7 8 9  «Subtypes of Type 035 submarine». Haijun360. Archivado desde el original el 28 de enero de 2020. Consultado el 4 de enero de 2022.
10. ↑  Chinesisches U-Boot verunglückt - 70 Tote. In: FAZ online, 2. Mai 2003 (online)
11. ↑  Ronald O'Rourke: The Impact of Chinese Naval Modernization on the Future of the United States Navy. Nova Science Publishers Inc., 2006, ISBN 1600211496, S. 69.

- Datos: Q20642592